# Liste der Baudenkmale in der Region West Coast
Die Liste der Baudenkmale in der Region West Coast umfasst alle vom New Zealand Historic Places Trust (NZHPT) als „Historic Place“ oder „Historic Area“ eingestuften Baudenkmale und Flächendenkmale der neuseeländischen Region West Coast. Die Angaben stammen aus dem Register des NZHPT. Die Bezeichnungen der Baudenkmale orientieren sich an diesem Register. In die Liste werden auch bekannte Wahi Tapu (Area), kulturell und religiös bedeutsame Stätten und Gebiete der Māori, aufgenommen. Sie werden jedoch meist nicht publiziert.

Am 10. Juli 2013 waren in der Region 114 Bauwerke und Flächendenkmale (ohne nicht veröffentlichte Waihi Tapu) ausgewiesen, darunter 7 Historic Areas, 32 Denkmale der Kategorie 1, 73 Denkmale der Kategorie 2 und 2 veröffentlichte Wahi Tapu.
Folgende Ortschaften mit mehr als fünf Baudenkmalen besitzen eigene Denkmallisten, alle anderen sind in der nachfolgenden Tabelle zusammengefasst.
- Greymouth
- Hokitika
- Reefton
- Westport

| Bild               | Bezeichnung                                     | Ort                         | Anschrift                                                               | Beschreibung | Bauzeit                 | Eintrag            | Nummer | Kat. |
| ------------------ | ----------------------------------------------- | --------------------------- | ----------------------------------------------------------------------- | --- | ----------------------- | ------------------ | ------ | ---- |
| BW                 | Dobson Monument                                 | Dobson                      | SH 7 Karte                                                              | Denkmal für den 1866 hier ermordeten George Dobson | 1870                    | 4. April 2008      | 1682   | 2    |
| weitere Bilder     | Kumara Racecourse Grandstand                    | Kumara                      | SH 73, Kumara Racecourse Karte                                          | Tribüne einer Pferderennbahn | 1887                    | 2. April 2004      | 1692   | 2    |
| weitere Bilder     | St Patrick's Catholic Church                    | Ross                        | St James Street Karte                                                   | katholische Kirche | 1866                    | 2. April 2004      | 1693   | 2    |
| BW                 | Waipuna Station Homestead (Former)              | Waipuna                     | Waipuna Road, Grey River Valley Karte                                   | ehemaliges Wohnhaus einer Farm | 1870 (ab)               | 4. April 2008      | 3033   | 2    |
| weitere Bilder     | St. James Church                                | Franz Josef Village         | State Highway 6 Karte                                                   | Kirche | 1931                    | 28. Juni 1990      | 4994   | 1    |
| weitere Bilder     | Moana Railway Station                           | Moana                       | Midland Line, Nähe Ana Street Karte                                     | Bahnhofsgebäude | 1926                    | 28. Juni 1990      | 5004   | 1    |
| BW                 | Blackball Coal Mine Chimneys                    | Blackball                   | Blackball Road Karte                                                    | Belüftungs- und Kesselhausschornsteine eines Kohlebergwerks | 1895–1899, 1903         | 28. Juni 1990      | 5005   | 1    |
| BW                 | Return Air Vent and Fan Chamber, Blackball Mine | Blackball                   | Nähe Roa Road Karte                                                     | Abluftschacht und Lüfterkammer eines Bergwerks | 1922                    | 28. Juni 1990      | 5006   | 1    |
| weitere Bilder     | Runanga Miners' Hall (Former)                   | Runanga                     | 7 McGowan Street und Mills Street Karte                                 | ehemaliger Versammlungssaal der Bergleute der Stadt | 1937                    | 2. Mai 1913        | 9613   | 1    |
| weitere Bilder     | Memorial Obelisk                                | Ōkārito                     | The Strand/The Parade Karte (ungenau)                                   | Obelisk, Denkmal für Abel Tasmans Sichtung von Neuseeland. | 1940                    | 28. Juni 1990      | 5007   | 2    |
| weitere Bilder     | Donovan's Store                                 | Ōkārito                     | The Strand/Albert St. Karte                                             | Ladengeschäft | 1866                    | 28. Juni 1990      | 5008   | 1    |
| weitere Bilder     | Railway Beam Bridge                             | Paroa                       | Clough Road Karte                                                       | Eisenbahnbrücke | 1893                    | 30. August 1990    | 5018   | 1    |
| weitere Bilder     | Granity Public Library                          | Granity                     | Torea Street Karte                                                      | Bibliothek | 1903 (ca.)              | 21. September 1989 | 5019   | 2    |
| weitere Bilder     | War Memorial                                    | Granity                     | Torea Street Karte                                                      | Denkmal für den Ersten Weltkrieg | 1918                    | 21. September 1989 | 5020   | 2    |
| weitere Bilder     | State Mine Store (Former)                       | Granity                     | 54-56 Back Road Karte                                                   | ehemaliges Lagerhaus für Bergwerksausrüstung an der Eisenbahn | n.a.                    | 21. September 1989 | 5021   | 2    |
| BW                 | Furnace, Birchfields Foundry                    | Birchfields                 | Main Road Karte                                                         | Reste einer Gießerei | 1898 (ca.)              | 21. September 1989 | 5022   | 2    |
| BW                 | Blackwater School                               | Blackwater                  | Waiuta Road Karte                                                       | kleines hölzernes Schulhaus | 1913                    | 21. September 1989 | 5036   | 2    |
| weitere Bilder     | Ahaura Post Office (Former)                     | Ahaura                      | Camp Street Karte                                                       | Postamt, ehemaliges | 1894                    | 21. September 1989 | 5040   | 2    |
| BW                 | Kotuku Timber Drying Kiln                       | Kotuku                      | Blair Road Karte                                                        | Holztrockenofen | n.a.                    | 21. September 1989 | 5042   | 2    |
| weitere Bilder     | Blackball Community Centre                      | Blackball                   | Roa Road Karte                                                          | Gemeindezentrum | n.a.                    | 19. März 1986      | 5043   | 2    |
| weitere Bilder     | Fox Glacier Hotel                               | Fox Glacier                 | 11 Cook Flat Road Karte                                                 | Hotel | n.a.                    | 21. September 1989 | 5045   | 2    |
| BW                 | Defiance Hut                                    | Franz Josef Glacier Village | State Highway 6 Karte (ungenau)                                         | Wanderhütte | n.a.                    | 21. September 1989 | 5046   | 2    |
| weitere Bilder     | Ōkārito School (Former)                         | Ōkārito                     | Palmerston Street Karte                                                 | ehemalige Schule, heute Jugendherberge | 1901                    | 21. September 1989 | 5047   | 2    |
| weitere Bilder     | Hendes Ferry Cottage                            | Harihari                    | Hendes Ferry Road Karte (ungenau)                                       | Wohnhaus | n.a.                    | 21. September 1989 | 5048   | 2    |
| weitere Bilder     | The Willows Crafts Cottage                      | Harihari                    | 18 Township Road (SH 6) Karte                                           | Wohnhaus | n.a.                    | 21. September 1989 | 5049   | 2    |
| weitere Bilder     | Mines Survey Office (Former)                    | Granity                     | 98 Torea Street Karte                                                   | kleines Holzhaus der Bergbauvermessung | n.a.                    | 21. September 1989 | 5066   | 2    |
| BW                 | Ruru Drying Kiln                                | Ruru                        | Lake Brunner Road Karte                                                 | Trockenofen | n.a.                    | 21. September 1989 | 5069   | 2    |
| BW                 | Miners Bath House                               | Blackball                   | Nähe Roa Road Karte                                                     | Badehaus für Bergleute (Ruine) | n.a.                    | 21. September 1989 | 5070   | 2    |
| weitere Bilder     | Chancellor Hut                                  | Fox Glacier                 | Westland National Park Karte                                            | Berghütte | n.a.                    | 1. Juli 1993       | 5479   | 2    |
| Denniston          | Denniston                                       | Denniston                   | Karte (ungenau)                                                         | Industriedenkmal: Bauliche Überreste des Kohlebergbaus | 1878 (ab)               | 28. April 1996     | 7049   | 1    |
| weitere Bilder     | Brunner Coal Mining Remains Historic Area       | Taylorville, Brunner        | State Highway 7 und Taylorville Road Karte                              | Industriedenkmal: ehemaliges Kohleabbaugebiet, beinhaltet unter anderem die Einzeldenkmale „Brunner Industrial Site“ (4996) und eine Hängebrücke (7399)                                                     | 1864 (ab)               | 21. September 1989 | 7051   | HA   |
| BW                 | Moana Railway Station Historic Area             | Moana                       | Midland Line, Nähe Ana Street Karte                                     | Bahnhofsgelände, umfasst neben dem Bahnhofsgebäude (Eintrag 5004) weitere Nebengebäude | 1926 (ca.)              | 21. September 1999 | 7054   | HA   |
| Ross Historic Area | Ross Historic Area                              | Ross                        | Bereich St James Street, Simpson Street, Bond Street, Bold Street Karte | Zentrum der ehemaligen Goldgräberstadt Ross | 1865 (ab)               | 3. März 1995       | 7055   | HA   |
| weitere Bilder     | Blackball Hilton                                | Blackball                   | 26 Hart Street Karte                                                    | Hotel | 1897 (ca.)              | 17. Dezember 1993  | 7115   | 2    |
| BW                 | Miss Bells Log Cabin                            | Buller                      | Maruia River, Springs Junction Karte                                    | hölzernes Wohnhaus | 1931 (ca.)              | 17. Dezember 1993  | 7135   | 2    |
| BW                 | Hendes Gallery                                  | Franz-Joseph-Gletscher      | Roberts Point Track Karte (ungenau)                                     | teils auf Stützen, teils als Hängekonstruktion gebauter touristischer Fußpfad entlang einer senkrechten Felswand, Teil des Roberts Point Track                                                              | 1907                    | 21. April 1994     | 7166   | 1    |
| weitere Bilder     | Model Bungalow                                  | Kotuku                      | Kotuku-Bell Hill Road/Blair Road Karte                                  | Musterhaus auf dem Gelände der ehemaligen Jacks Mill School | 1938 (ca.)              | 14. Juli 1995      | 7232   | 1    |
| weitere Bilder     | Ruru Railway Station                            | Ruru                        | West Coast Rail Line Karte                                              | Bahnhofsgebäude (Holzhütte) | 1920 (ca.)              | 14. Juli 1995      | 7236   | 1    |
| weitere Bilder     | Heatherbell Hotel                               | Totara Flat                 | 4238 State Highway 7 Karte                                              | Hotel | 1870                    | 19. April 1996     | 7309   | 2    |
| weitere Bilder     | Suspension Bridge                               | Brunner                     | Brunner Industrial Site Karte                                           | Hängebrücke | 1876                    | 29. August 1997    | 7399   | 2    |
| BW                 | Jack's Mill School Historic Area                | Kotuku                      | Kotuku-Bell Hill Road/Blair Road Karte                                  | ehem. Schule | n.a.                    | 28. August 1998    | 7434   | HA   |
| weitere Bilder     | Kumara Swimming Pool (old)                      | Kumara                      | State Highway 73 Karte (ungenau)                                        | Überreste eines Freibades | 1934 (ca.)              | 6. April 2001      | 7487   | 2    |
| weitere Bilder     | Guy Menzies Landing Site                        | Harihari                    | La Fontaine Road Karte (ungenau)                                        | Ein Pfahl und eine Edelstahl-Windfahne kennzeichnen den Ort, wo der Flieger Guy Menzies (1909–1940) 1931 nach seinem Flug von Australien nach Neuseeland in einem Flachssumpf bruchlandete, heute Farmland. | 2005 (Markierungspfahl) | 9. Dezember 2005   | 7637   | 1    |
| BW                 | Te Puke o Te Mauri Tapu o Te Kotahitaka         | Arahura                     | Old Christchurch Road Karte                                             | Hügel mit besonderer Bedeutung für die Maori |                         | 13. Mai 2008       | 7751   | WT   |
| BW                 | Big River Quartz Mine                           | Big River                   | Victoria Conservation Park Karte                                        | Bergwerk, Zeugnisse des Abbaues goldhaltigen Quarzgesteins | ab 1886                 | 27. Juni 2008      | 7762   | 1    |
| BW                 | Te Urupa Rua Taniwha                            | Arahura                     | Old Christchurch Road und Kumara Junction, State Highway 6 Karte        | Wahi Tapu | n.a.                    | 26. März 2009      | 7797   | WT   |